# Mahdi Saad
Mahdi Saad (15. ožujka 1989.) je bahreinski rukometaš. Nastupa za klub Al-Najma i reprezentaciju Bahreina.
Natjecao se na Svjetskom prvenstvu u Francuskoj 2017., gdje je reprezentacija Bahreina završila na 23. mjestu, te u Danskoj i Njemačkoj 2019. (20.). S reprezentacijom je osvojio srebro na azijskom prvenstvu u Južnoj Koreji 2018.